# Cornthwaite Hector
Cornthwaite Hector (nascido em Portsmouth, 5 de novembro de 1773 - falecido em Petersfield, 14 de fevereiro de 1842) foi o Membro do Parlamento radical por Petersfield em duas ocasiões durante o século XIX.
Banqueiro de profissão, foi eleito pela primeira vez em 1835. Na eleição de 1837, uma petição foi apresentada contra o vencedor, William Jolliffe, e a sua eleição foi declarada nula. Após o escrutínio das cédulas, Hector foi declarado eleito em 1838.
Ele morreu em sua casa, Stodham House, Petersfield. O seu filho foi um dos fundadores de Melbourne, Flórida, e o seu primeiro postmaster.